# 欧泰 (上索恩省)
欧泰（法語：Autet，法語發音：[otɛ]）是法国上索恩省的一个市镇，属于沃苏勒区。

## 地理
欧泰（47°32'33"N, 5°41'39"E）面积11.35 平方千米，位于法国勃艮第-弗朗什-孔泰大區上索恩省，该省份为法国东部内陆省份，北起顺时针与孚日省、贝尔福地区省、杜省、汝拉省、科多尔省和上马恩省接壤。
与欧泰接壤的市镇（或旧市镇、城区）包括：韦特、博热-圣瓦利耶-皮埃尔瑞和基特尔、萨隆河畔当皮埃尔、索恩河畔梅尔塞。

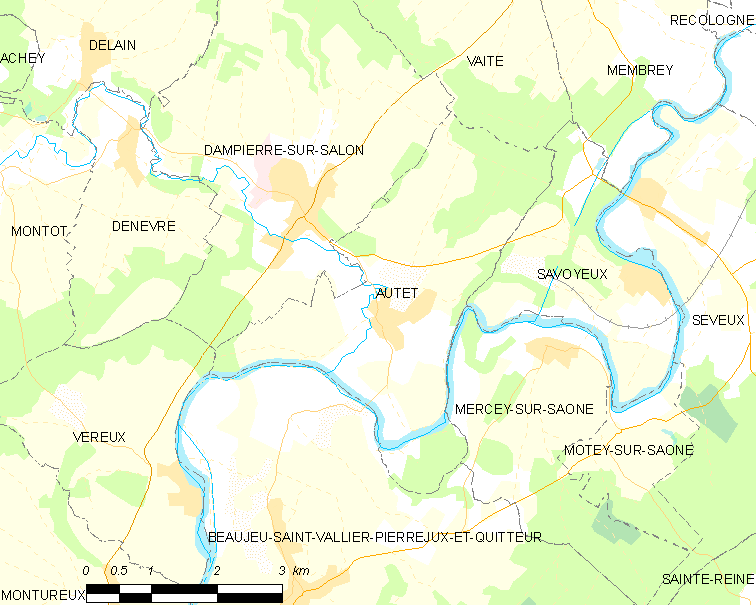
的OSM定位图

欧泰的时区为UTC+01:00、UTC+02:00（夏令时）。

## 行政
欧泰的邮政编码为70180，INSEE市镇编码为70037。

## 政治
欧泰所属的省级选区为萨隆河畔当皮埃尔县。

## 人口

1962-2008年间人口变化图示

欧泰于2022年1月1日时的人口数量为257人。